# Sagada

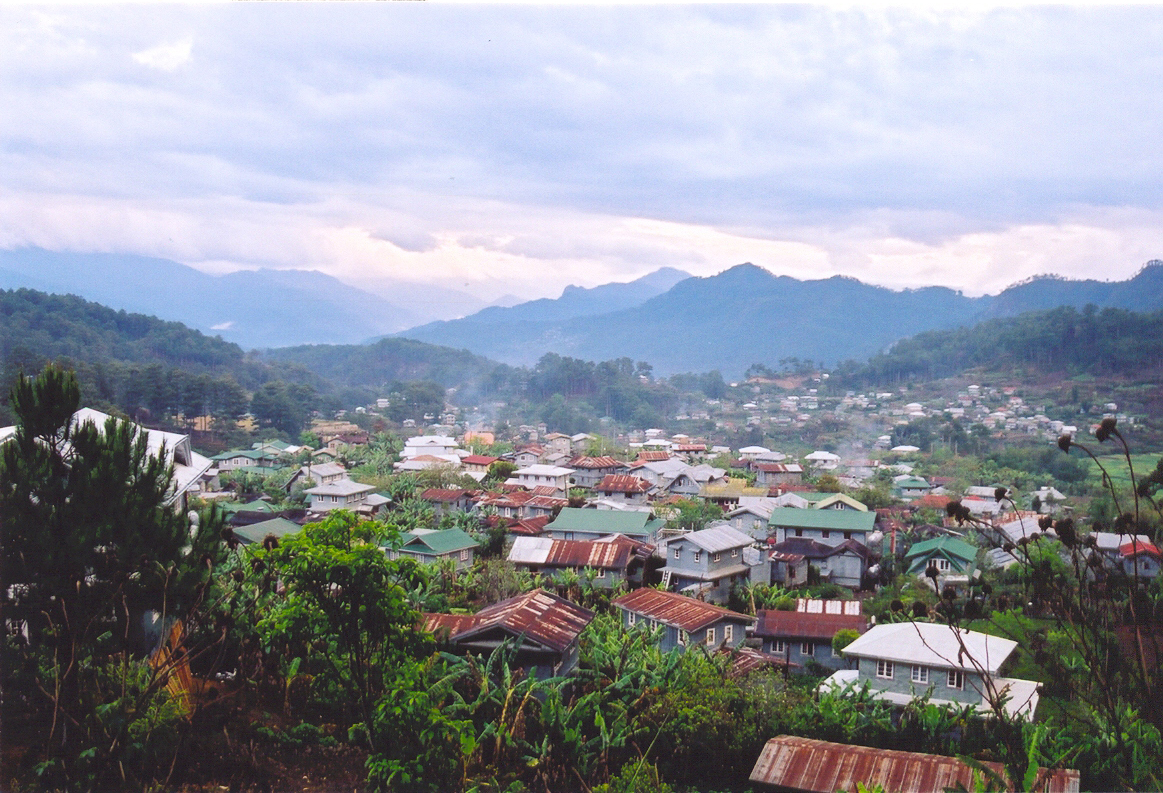
Cảnh đô thị Sagada.

Sagada là một đô thị hạng 5 ở tỉnh Mountain, Philippines. Theo điều tra dân số năm 2000, đô thị này có dân số 10.575 người trong 2.158 hộ.
Đô thị này cách Manila 275 km về phía bắc, cự ly 140 km so với Baguio, gần Bontoc==Barangay==
Sagada được chia thành 19 barangay.
| - Aguid - Tetepan Sur - Ambasing - Angkeling | - Antadao - Balugan - Bangaan - Dagdag | - Demang - Fidelisan - Kilong - Madongo | - Poblacion (Patay) - Pide - Nacagang - Suyo | - Taccong - Tanulong - Tetepan Norte |